# Artroplastika
Artroplastika je kirurški zahvat kojim se oblikuje zglob. Radi se o oblikovanju promijenjenog (traumatski, upalno ili degenerativno) zgloba pomoću umjetnih zglobova, endoproteza. Endoproteze se ugrađuju umjesto bolesnog zgloba. Endoproteza može biti djelomična, ako u zglobu zamjenjuje jedno zglobno tijelo ili potpuna ako zamjenjuje oba zglobna tijela. Materijali koji se koriste za izradu endoproteza su metali (npr. čelik, titanij), keramika ili plastične mase. 
Najčešće se zamjenjuju zglob kuka i zglob koljena. Svi zglobovi u tijelu se mogu zamijeniti umjetnima.

## Indikacije
Najčešće indikacije za ugradnju umjetnog zgloba su:
- osteoartritis zgloba
- reumatoidni artritis zgloba
- avaskularna nekroza ili osteonekroza zgloba
- prirođeno iščašenje zgloba kuka
- acetabularna displazija
- ukrućeno rame, nestabilno rame
- zglob oštećen traumom
- ukočenost zgloba